# Pteropepon monospermus
Pteropepon monospermus är en gurkväxtart som först beskrevs av Vell., och fick sitt nu gällande namn av Célestin Alfred Cogniaux. Pteropepon monospermus ingår i släktet Pteropepon och familjen gurkväxter. Inga underarter finns listade i Catalogue of Life.